# Waleran I de Luxemburg, senior de Ligny
Waleram I de Luxemburg (Walram, Waleran) (d. 5 iunie 1288, Worringen) a fost, începând din 1281 senior de Ligny, Roussy și La Roche. 
Waleran a fost cel de al doilea fiu al contelui Henric al V-lea de Luxemburg cu Margareta de Bar.
El a fost căsătorit cu Ioana de Beauvoir (d. înainte de decembrie 1300), cu care a avut următorii copii:
- Henric (d. 1303), senior de Ligny din 1295
- Waleran (n. 1275–d. 1354), senior de Ligny, Roussy și Beauvoir, căsătorit cu Guyotta, castelană de Lille (d. 1338)
- Filipota
- Elisabeta
- Margareta, călugăriță
- Maria (d. 1337), căsătorită cu Ioan de Ghistelles (d. în 1346, în bătălia de la Crécy)

Waleran a fost ucis, alături de fratele său, contele Henric al VI-lea de Luxemburg în bătălia de la Worringen desfășurată împotriva ducelui Ioan I de Brabant.